# Giovanni Pesaro

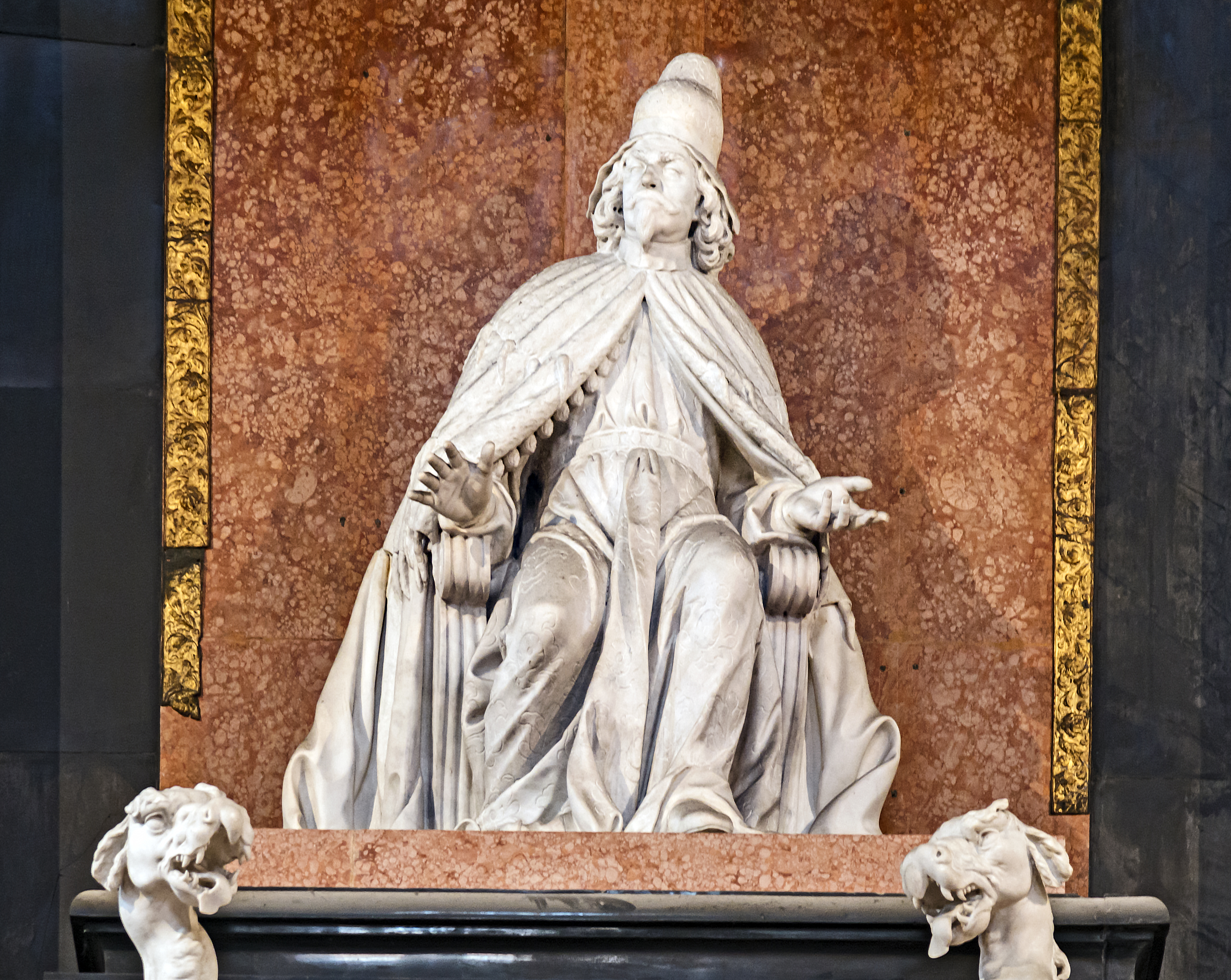
Giovanni Pesaro

Giovanni Pesaro (ur. 1 września 1589, zm. 30 września 1659) – doża wenecki od 1658 roku.